# Makarove, Berezivka
Makarove (în ucraineană Макарове) este un sat în comuna Șîreaieve din raionul Berezivka, regiunea Odesa, Ucraina.

## Demografie
Componența lingvistică a comunei Makarove
     Ucraineană (89,82%)
     Română (8,1%)
     Rusă (1,45%)
     Alte limbi (0,1%)
Conform recensământului din 2001, majoritatea populației comunei Makarove era vorbitoare de ucraineană (89,82%), existând în minoritate și vorbitori de română (8,1%) și rusă (1,45%).